# Hypena bonaberi
Hypena bonaberi är en fjärilsart som beskrevs av Embrik Strand 1915. Hypena bonaberi ingår i släktet Hypena och familjen nattflyn. Inga underarter finns listade i Catalogue of Life.